# Éléonore Darmon
Éléonore Darmon est une violoniste française née à Nancy (France) le 29 juillet 1986.

## Biographie
Elle a commencé l'étude du violon à l'âge de cinq ans. À dix ans, elle se produit à L'École des fans de Jacques Martin devant Ivry Gitlis. La même année, elle joue le rôle d'une violoniste dans le téléfilm Les Parents modèles de Jacques Fansten. Sa carrière de concertiste commence à 16 ans, lorsqu'elle interprète le Concerto de Mendelssohn avec l'Orchestre symphonique de Nancy sous la direction de Sebastian Lang-Lessing.
En 2001, elle est admise à l'unanimité au Conservatoire national supérieur de musique de Paris et travaille avec Gérard Poulet, Michaël Hentz et Daria Hovora. Elle obtient les prix de violon et de musique de chambre, puis poursuit avec le cycle de violon-concertiste de septembre 2005 à juin 2007. Elle se perfectionne ensuite auprès de Pavel Vernikov à Florence et à Vienne. 
Elle mène alors une carrière internationale, jouant les grands concertos du répertoire ou donnant des récitals en Ukraine, Autriche, Maroc, Suède, Danemark, Malaisie…
Elle noue également un lien privilégié avec l'Orchestre de chambre Paul Kuentz, avec lequel elle s'est produite plus d'une soixantaine de fois en tant que soliste.
Après avoir été violoniste soliste pour les orchestres de Toulouse, Lille, Montpellier, Bordeaux, et Konzertmeister à Aarhus, Éléonore Darmon est nommée en juillet 2023 supersoliste de l'Orchestre de l'Opéra national de Lorraine,.

## Prix
Elle a remporté un 2e prix au concours international de violon d'Avignon en 2005, un 3e prix au concours international Andrea Postacchini (en) à Fermo (Italie) en 2008, le prix Most Enthusiastic Stage Performance (« performance scénique la plus enthousiaste ») au concours Nury Iyicil à Istanbul (Turquie) en 2008 et le Premier prix Art'issime de Musique en 2012.
Elle est lauréate de la Fondation Meyer (2006), de la Fondation Groupe Banque populaire (2007), de la Fondation Cziffra (2010) et de la Fondation de L'Or du Rhin (2011).

## Discographie
- Double concerto pour violon et violoncelle de Brahms, avec Jean-Marie Gamard, violoncelle, dir. Paul Kuentz. CD Verany-Collection Paul Kuentz CPK 500 052
- Tea Time, avec Antoine de Grolée, piano, CD 2018[6]